# Industriehaus Düsseldorf

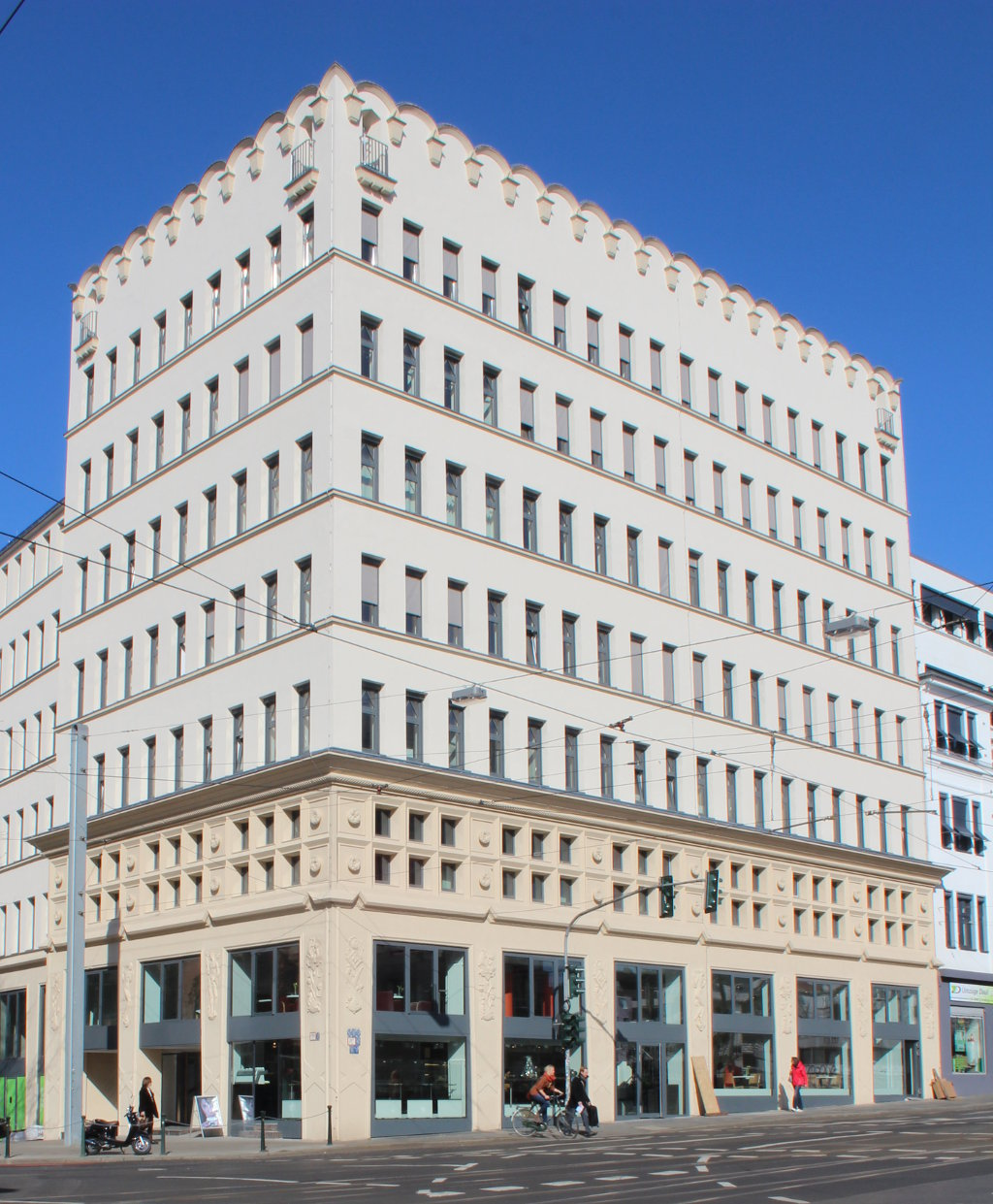
Industriehaus am Wehrhahn nach der Sanierung

Das Industriehaus Düsseldorf (auch Industriehaus Am Wehrhahn) ist ein denkmalgeschütztes Büro- und Geschäftshaus in Düsseldorf-Pempelfort, Schirmerstraße 80/Am Wehrhahn.
Das Haus wurde im Auftrag der Düsseldorfer Bürohausgesellschaft nach Entwürfen der Architekten Tietmann & Haake ab Oktober 1921 erbaut und galt nach den damaligen Bauvorschriften als Hochhaus, für das eine Ausnahmegenehmigung nötig war. Bei Einzug im Juli 1923 enthielt das siebengeschossige Gebäude rund 3000 m² Bürofläche, 500 m² Ladenfläche, 1000 m² Kellerfläche und wurde von mehr als 30 Mietern bewohnt.
Errichtet wurde das Gebäude ursprünglich, um den „Handel und Wandel“ zu fördern und jungen Unternehmen in den „Goldenen Zwanzigern“ eine Heimat zu bieten. Das seit den 80er Jahren unter Denkmalschutz stehende „Industriehaus am Wehrhahn“ wurde 2012 von der Fassade bis zur Haustechnik von Grund auf modernisiert und den aktuellen Erfordernissen an zeitgemäße Büroflächen angepasst. Es vereint heute moderne und ansprechende Büroflächen mit dem außergewöhnlichen Ambiente eines Altbaus.
Die Tuffsteinverkleidung der Sockelzone mit den figürlich und ornamental geschmückten Pfeilern findet ihren Abschluss in einem kräftigen Kranzgesims, die durch Sohlbankgesimse horizontal gegliederte Putzfassade der oberen Geschosse endet in einer Art Zinnenkranz aus auf Konsolen lagernden Kreissegmentbögen.

## Architekturgeschichtliche Bedeutung

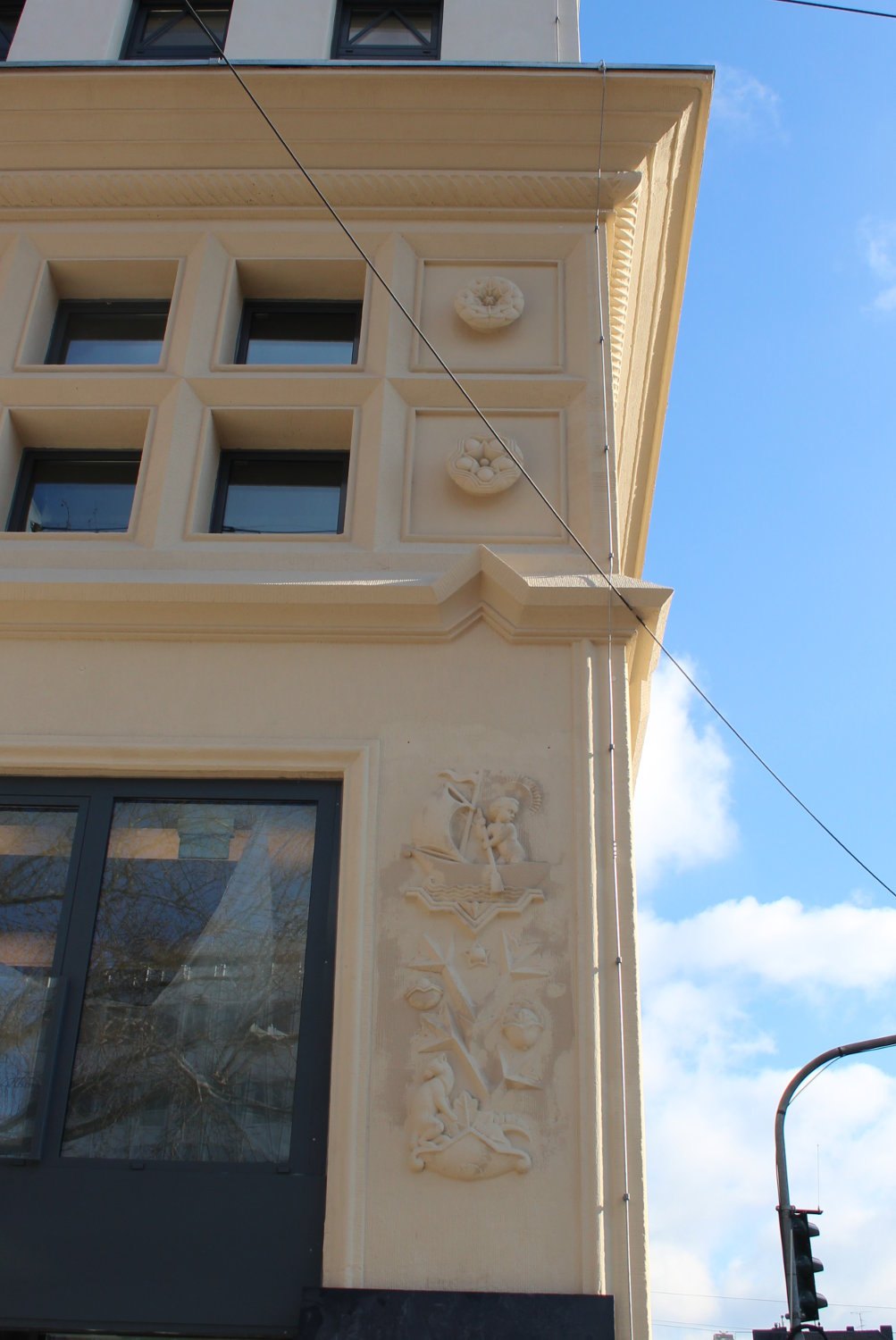
Ornamente am Industriehaus nach der Sanierung

Das Haus ist ein bedeutendes Beispiel für die expressionistische Architektur in Düsseldorf:

„Es handelt sich um ein wichtiges Beispiel expressionistischer Bürohausarchitektur, an städtebaulich hervorgehobener Stelle.“

## Sanierung 2012/2013

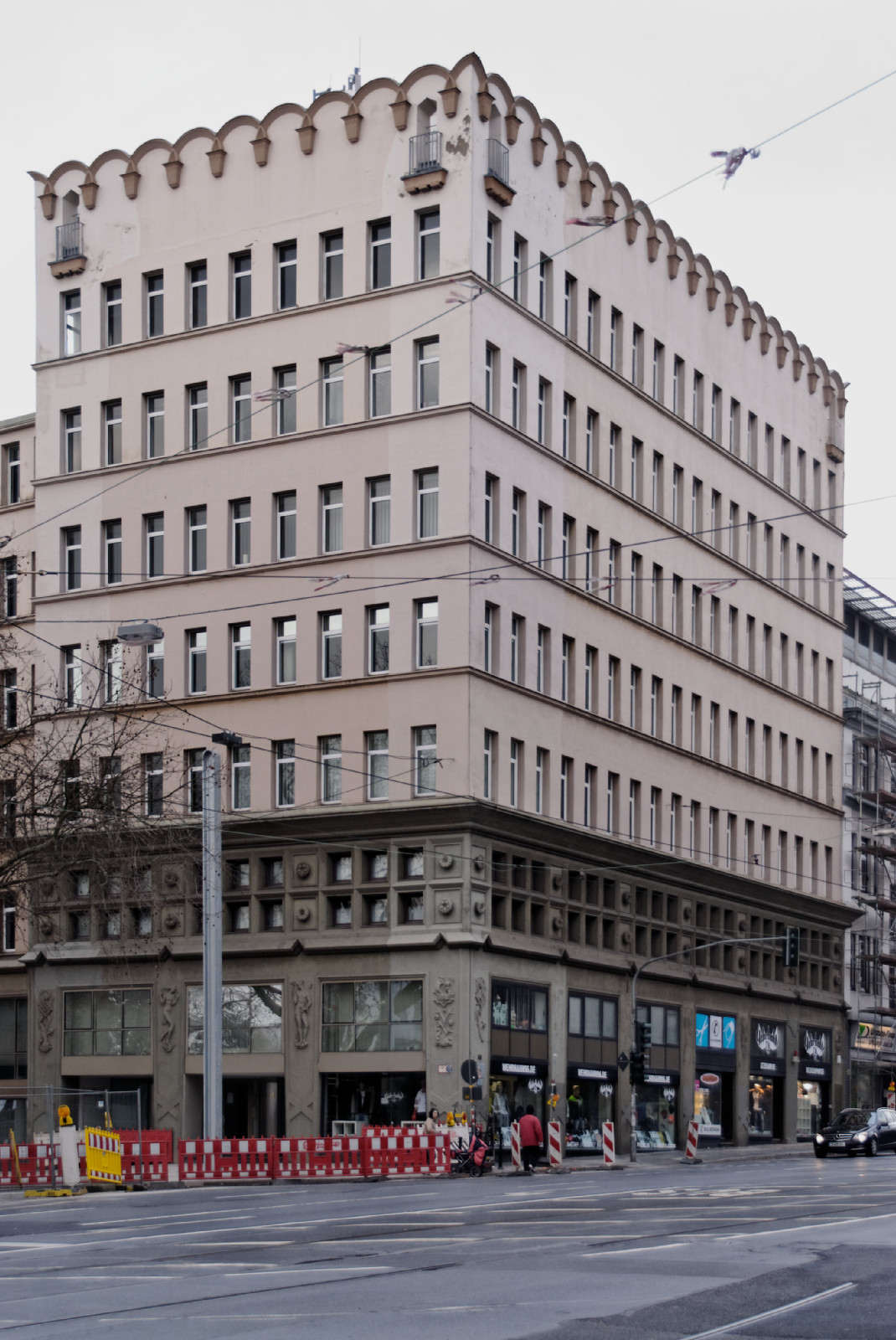
Industriehaus am Wehrhahn vor der Sanierung

Das Industriehaus wurde durch einen damals neuen Besitzer seit 2012 unter Berücksichtigung des Denkmalschutzes komplett saniert. Danach wurde das Gebäude an einen neuen Eigentümer verkauft.

## Heutige Nutzung
Das Industriehaus am Wehrhahn ist seit seiner Sanierung Sitz der Düsseldorfer Unternehmensgruppe HEITZIG & HEITZIG und der Rayermann Gruppe. Heute sind weiter auch Rechtsanwälte, Arztpraxen, ein Ingenieurbüro und weitere Dienstleistungsgewerbe ansässig. Im Erdgeschoss befinden sich ein Café.